# ويكيميديا كومنز
ويكيميديا كومنز أو ويكي كومنز (بالإنجليزية: Wikimedia Commons)‏ هو أحد مشاريع مؤسسة ويكيميديا هو مخزن الوسائط المتعددة مفتوحة المصدر مثل الصور وملفات الصوت وملفات الوسائط المتعددة الأخرى بحيث يمكن استخدامها في أي مشروع من مشاريع ويكيميديا. وفي أي لغة من لغات ويكيبيديا، أو تحميلها للاستخدام خارج ويكيميديا.
يحتوي مخزن ويكيميديا على أكثر من 108 مليون ملف وسائط متاح للاستخدام، وذلك حتَّى أغسطس 2024، التي تُضاف وتُتظم وتدار من المتطوعين المسجلين.

## نبذة تاريخية
اقترح فكرة المشروع إريك مولر في مارس 2004، في حين بدأت ويكي كومنز في 7 من سبتمبر 2004.
بلغت عدد تعديلات ويكيمييديا كومنز 100,000,000 تعديل في يوليو 2013.
منذ عام 2018، أصبح بالإمكان رفع نماذج ثلاثية الأبعاد للموقع، وكانت أحد النماذج المرفوعة

## تبرعات
قدم الأرشيف الفيدرالي الألماني 100,000 صورة لويكيميديا كومنز، ووضعت هذه الصور تحت رخصة التشارك الإبداعي.

## صورة العام
منذ 2006، تجرى على الموقع سنوياً مسابقة حول أجمل صورة.
- 2006
- 2007
- 2008
- 2009
- 2010
- 2011
- 2012
- 2013
- 2014
- 2015
- 2016
- 2017
- 2018
- 2019
- 2020
- 2021
- 2022
- 2023

## وصلات خارجية
- كومنز
- الصفحة الرئيسية بالعربية
- ويكيميديا كومنز على موقع IMDb (الإنجليزية)